# Меджнун (нефтяное месторождение)
Меджнун, англ. Majnoon — крупное нефтяное месторождение Ирака, находящееся в провинциях Басра и Майсан к северо-западу от г. Басры. Открыто в 1976 году бразильской Braspetro (дочерняя компания Petrobras).
Меджнун находится вблизи иранской границы, его продолжением является одно из крупнейших месторождений Ирана Азадеган.

## Запасы
Геологические запасы месторождения оцениваются в 20 млрд баррелей или 3,3 млрд тонн нефти.

## Разработка
Разработка началась только в 90-х годах. В 1990—2003 годах оператором разработки месторождения стала французская нефтяная компания Total.
С декабря 2009 г. оператором месторождения являлось СП Royal Dutch Shell и Petronas, которое приобрело право разработки на 20 лет в 2009 году на аукционе.